# Ильиничи
Ильи́ничи (пол. Iliniczowie) — шляхетский род Великого княжества Литовского герба «Корчак» XV—XVI вв.
По наиболее распространённой версии, берёт своё начало из православного боярства Северской земли. Основателем рода был Ивашко Ильинич. В 1555 году продолжателю рода Юрию Ильиничу пожалован титул графа Священной Римской империи «на Мире́».
Род пресёкся по мужской линии около 1569 года, после чего все его владения, включая знаменитый Мирский замок, перешли к Радзивиллам. Род Ильиничей, известный со второй половины XVII века в Мстиславском повете и существующий поныне, имеет другое происхождение.

## Представители рода
- Ивашко Ильинич — первый известный представитель рода, с 1482 года наместник витебский, в 1487—1489 годах наместник великого князя Казимира в Смоленске (свою должность получил в награду за спасения жизни монарха в бою). Был возведён в рыцарское звание с вручением родового герба.

- Николай (ок. 1470 — после 1500) — наместник минский в 1494—1498, маршалок дворный литовский и наместник смоленский в 1499—1500.

- Николай (ум. ок. 1540) — не занимал высоких должностей, вёл разгульную жизнь и промотал существенную часть отцовского наследства.

- Ян — значительной роли в государстве не играл.
- Щасный — значительной роли в государстве не играл.

- Юрий (ум. 1526) — маршалок господарский в 1501—1519, староста лидский (1501—1502, 1507—1524) и брестский (1510—1524), ковенский (1514, 1519—1523), маршалок дворный (1519—1526). Поселяется в Мире после смерти отца в 1495 году. Участник похода на Молдавию во время польско-турецкой войны. Около 1510 года начинает строительство Мирского замка.

- Ян (ок. 1495—1536) — в результате раздела наследства отца получил в своё распоряжение все фамильные владения, за исключением Мирского замка.
- Станислав (ок. 1500—1531) — владел Миром с 1526 года, по распространённым слухам, причиной смерти стало отравление.
- Щасный (ок. 1505—1542) — владел Зельвой, отобранной у него в 1528 году за долги. С 1531 года владел Миром. Был женат на Софье Яновне Радзивилл. Пережив братьев, сконцентрировал в своих руках все владения рода.

- Юрий Щастнович (ок. 1535 — ок. 1569) — последний мужчина в роде. После смерти отца находился под опекой Николая Радзивилла Чёрного, кем был отправлен на службу к императорскому двору эрцгерцога Карла Австрийского. В 1555 году получил графский титул. Не был женат. Умирая, завещает все свои владения Николаю Радзивиллу Сиротке — сыну своего опекуна.